# Sainte-Colombe-de-Villeneuve
 Sainte-Colombe-de-Villeneuve  es una población y comuna francesa, en la región de Aquitania, departamento de Lot y Garona, en el distrito de Villeneuve-sur-Lot y cantón de Villeneuve-sur-Lot-Sud.

## Demografía
| 387 | 337 | 279 | 326 | 330 | 364 |
| Para los censos de 1962 a 1999 la población legal corresponde a la población sin duplicidades (Fuente: INSEE [Consultar]) |     |     |     |     |     |